# 增地千代里
增地千代里（1970年6月25日—）是一名日本女子柔道运动员。她在1992年巴塞罗那夏季奥林匹克运动会中，参加了女子柔道比赛并获得56公斤级铜牌。

## 外部連結
- 增地千代里在国际奥林匹克委员会的资料